# Frans Gregersen
Frans Gregersen (født 7. april 1949 på Frederiksberg) er en dansk lingvist, som 1996-2018 var professor i dansk sprog ved Københavns Universitet.
Gregersen er søn af overingeniør, cand.polyt. Bent Frederik Salomon Gregersen (død 2002) og hustru Ruth Maria f. Barany. Faderen var jøde og kommunist og måtte under besættelsen flygte til Sverige og blev efter krigen ansat ved skoleafdelingen på Teknologisk Institut. Frans Gregersen blev student fra Falkonergårdens Gymnasium 1967 og begyndte at læse ved Københavns Universitet samme år. Han deltog i studenteroprøret 1968 og blev næstformand i Studenterrådet (1969–70).
Gregersen er cand.mag. i lingvistik (hovedfag 1973) og sprogpsykologi (sidefag 1978) og blev dr.phil. 1991. Som sine største inspirationskilder i studietiden nævner Gregersen selv "Eli Fischer-Jørgensen, Henning Spang-Hanssen og måske især de to hovedlærere i lingvistik Una Canger og Niels Ege". Han var dernæst kandidatstipendiat (Projekt Skolesprog) på Institut for Anvendt og Matematisk Lingvistik 1974-78, og var fra 1979 tilknyttet Institut for Nordisk Filologi, først et år som adjunkt, siden som lektor. Gregersen var den sidste underviser på danskfaget, som i 1980 nåede at blive fastansat, inden ti års ørkenvandring uden stillingsopslag satte ind. 1989 blev han lektor på Institut for Dansk Dialektforskning. Siden 1996 har Gregersen været professor i dansk sprog ved Institut for Nordisk Filologi, nu INSS. Frans Gregersen gik på pension 1.1 2019.
Gregersens speciale er sociolingvistik, men han favner bredt inden for det humanistiske område og kendes for et stærkt fagpolitisk såvel som samfundsmæssigt engagement. Han har således også et forfatterskab om humanioras videnskabsteori og om idéhistorie. I 2005 var han formand for Nordens Sprogråd, indtil han samme år blev leder af Danmarks Grundforskningsfonds Center for Sociolingvistiske Sprogforandringsstudier (DGCSS). 
1994 modtog han den store pris fra Einar Hansens Forskningsfond. Han er medlem af Videnskabernes Selskab.
Sammen med Jesper Hermann og Simo Køppe var Gregersen forlagsredaktør for bogserien Gyldendals sprogbibliotek (1976-84).

## Forfatterskab (udvalg)
- Klassesprog, 1974, 2. udgave 1975, 3. udgave 1979, svensk udgave 1976 udgivet sammen med Karen Sonne Jakobsen, Anders Mathiesen, Henning Salling Olesen, Anette Steen Pedersen og Palle Rasmussen
- (s.m. Kirsten Reisby og Hans Vejleskov) Børn, sprog og undervisning, 1975, 2. udgave 1980
- (s.m. Jesper Hermann) Gennem sproget, 1978, svensk udgave 1980.
- (s.m. et al.) Skoledage, 1979.
- (s.m. Flemming Conrad) Danskfagets historie, 1983.
- (s.m. Simo Køppe) Videnskab og Lidenskab, 1985.
- The Copenhagen Studies in Urban Sociolinguistics, 1991.
- Sociolingvistikkens (u)mulighed, 1991.
- (s.m. Simo Køppe) Idéhistorie I-II, 1994.
- Dansk sproglære, 1996.